# Werner Heider
Werner Heider (* 1. Januar 1930 in Fürth / Mittelfranken) ist ein deutscher Komponist, Pianist und Dirigent.

## Leben
Heider studierte von 1945 bis 1951 bei Willy Spilling in Nürnberg sowie an der Musikhochschule München. Ab 1949 war er Mitarbeiter des Bayerischen Rundfunks/Studio Franken. Er war Teilnehmer beim Colloquium musicale von Carla Henius in Rom; als Pianist gründete er u. a. das Ensemble Confronto sowie ein Trio mit Oliver Colbentson (Violine) und Hans Deinzer (Klarinette).
Als Dirigent wirkte Heider bei der NDR Radiophilharmonie Hannover, den Bamberger Symphonikern, den Nürnberger Philharmonikern und Nürnberger Symphonikern, der Rheinischen Philharmonie sowie den Sinfonieorchestern des Süddeutschen, Saarländischen und Hessischen Rundfunks. 1968 gründete er in Zusammenarbeit mit Klaus Hashagen das ars nova ensemble nürnberg, dessen Dirigent und künstlerischer Leiter er bis heute ist.
Heider brachte zahlreiche Werke von Kollegen zur Uraufführung und spielte sie für Rundfunk und Schallplatte ein, darunter Werke von u. a. Minas Borboudakis, Horst Lohse, Karola Obermüller und Martin Smolka. Einer seiner Schüler ist der Komponist Walter Zimmermann.
In seinem kompositorischen Werk interessiert er sich sowohl für strenge Konstruktionsprinzipien als auch für einen Dialog zwischen zeitgenössischer Musik und Jazz (Third Stream). Seine Versiones in jazz waren die erste Zwölfton-Komposition für eine große Jazzband und wurden 1954 bei den Donaueschinger Musiktagen mit dem Orchester Kurt Edelhagen uraufgeführt. Er schuf unter anderem Bühnenwerke, Vokalkompositionen, Ensemble- und Orchesterwerke, Werke für Soli sowie Kammermusik in verschiedenster Besetzung. Seine Kompositionen wurden u. a. von den Dirigenten Péter Eötvös, Michael Gielen, Bruno Maderna, Jun Märkl und Hans Zender aufgeführt.
Heider lebt in Erlangen. Er ist der Vater der Schlagzeuger Tilo und Peter Heider.

## Ehrungen
- 1957: Kulturförderpreis der Stadt Nürnberg
- 1965: Kompositionspreis der Stadt Stuttgart
- 1965/67: Stipendium der Deutschen Akademie Villa Massimo in Rom
- 1968: Kulturpreis der Stadt Erlangen
- 1969: Berlin-Stipendium des Senats für Wissenschaft und Kunst
- 1970: Kulturpreis der Stadt Fürth
- 1985: Wolfram-von-Eschenbach-Preis (Kulturpreis des Bezirks Mittelfranken)
- 1990: Kulturpreis der Stadt Nürnberg
- 1995: Otto-Grau-Kulturpreis
- 1999: Friedrich-Baur-Preis der Bayerischen Akademie der Schönen Künste

## Kompositionen (Auswahl)

### Bühnenwerke
- Modelle (1964). Ballett für Tänzer, Instrumente, Texte und Bilder. Libretto: Leonhard W. Fischer. Dauer: ~20’
- Vice versa. Getou fir drei Leit (1980). Musikalische Szene für Sopran, Tenor, Bass und Tonbänder (Zitherspiel-Collage). Text (fränkisch): Werner Heider. Dauer: ~8’. Aufnahme (Trio Exvoco; ProViva [Exvoco])
- SAX (1983–87). 3 Stücke für Altsaxophon (ad libitum szenisch). Dauer: ~9-10’. Aufnahme (Nr.3: Jean-Michel Goury; Erol [Myriade])

### Vokalkompositionen
- Gambenlieder (1954) für Sopran und 2 Gamben. Texte: Anonym (Nr. 1), Christian Weise (Nr. 2), Andreas Gryphius (Nr.3). Dauer: ~9’
- Glimpses of Night (1958) für Sopran, Klavier und kleines Orchester (Carla Henius gewidmet). Text: Frank Marshall Davis (Four Glimpses of Night). Dauer: ~14’
- Sensemaya (1960). 3 Stücke für 3-stimmigen gemischten Chor, Klarinette und Bongos. Texte: Nicolás Guillén (aus Rumba Macumba und Schwarzer Orpheus, deutsch von Jahnheinz Jahn). Dauer: ~10’
- Picasso-Musik (1965/66) für Mezzosopran, Klarinette, Violine und Klavier. Text: 3x3 Gedichte von Pablo Picasso (1935), deutsch von Paul Celan. Dauer: ~10’
- Stundenbuch (1972) für 12 Stimmen (3S.3A.3T.3B) und 12 Bläser (2[+Picc].1.EH.1.BKlar.2 – 2.1.1.0) (der Mutter gewidmet). Text: Eugen Gomringer. Dauer: ~15’. UA 1972 Erlangen (Matthäuskirche). Aufnahmen (Mitglieder des Chores und des Sinfonieorchesters des SDR), (Schola Cantorum Stuttgart, Nürnberger Bläserensemble, Dirigent: Clytus Gottwald)
- Commission (1972) für Stimme (Bariton) und Kammerensemble. Text: nach Ezra Pound (1916). Dauer: ~10’. UA 1972 Stuttgart (Süddeutscher Rundfunk). Aufnahme (William Pearson [Bariton], ars nova ensemble, Dirigent: Werner Heider; Thorofon)
- Katalog [III] (1975?) für eine Stimme (Vokalisen und Wortfragmente; für alle Stimmlagen). Dauer: ~10’. Aufnahme (Sigune von Osten; Colosseum)
- Der Läufer (1979) für gemischten Chor a cappella. Text: Wolf Peter Schnetz. Dauer: ~12’. UA Stuttgart (Süddeutscher Rundfunk)
- Stimmungswechsel (1995/96). Zehn Stücke für Sopran und Klavier. Texte: Godehard Schramm, Inge Meidinger-Geise, Oskar Pastior, Jürgen Becker, Gerd Scherm, Peter Hamm, Wolf Peter Schnetz, Habib Bektaş, Gabbo Mateen. Dauer: ~27’. UA (Hermann und Hildegard Gumbmann?)
- Drei Gedichte von Günter Grass (2003) für Gesang (Mezzosopran oder Bariton) und Klavier. Dauer: ~7’30’’
- Sechs Gesänge für den Frieden (2006/07) für Vokalquartett. Texte: ?. Dauer: ~12’. UA 2007 (Hilliard Ensemble)
- Visionen (2007) für Bariton, Streichquartett, Harfe und Sopransaxophon. Text: Gerd Scherm. Dauer: ~14’
- Dank („Mit wie vielen Stimmen / hast du zu mir gesprochen…“; 2009) für Stimme. Text: Peter Horst Neumann (aus: Pfingsten in Babylon [1996]). UA 2010 Erlangen (Redoutensaal; Monika Teepe [Sopran])

### Ensemble- / Orchesterwerke
- Variationen über zwei Themen (1949) für Streichorchester. Dauer: ~13-14’. Aufnahme 1951 Nürnberg (Streicher des Opernorchesters, Dirigent: Alfons Dressel). UA 1990(92?)
- Toccata 1952 (1952) für Orchester. Dauer: ~8-9’
- – da sein – (1966). Musik für 20 Bläser (3.2.2.2 – 4.3.3.1) (in memoriam Willy Spilling). Dauer: ~4’. Aufnahme (Nürnberger Symphoniker, Dirigent: Werner Heider; Colosseum [Musik in Nürnberg])
- Pyramide für Igor Strawinsky (1971) für Kammerensemble (16 Spieler).
- Plakat (1973/74) für Orchester (Volker Wangenheim gewidmet). Dauer: ~11’. UA 1974 Bonn (Orchester der Beethovenhalle; Dirigent: Volker Wangenheim). Aufnahme (Symphonieorchester des Saarländischen Rundfunks, Dirigent: Werner Heider; Thorofon)
- 1. Sinfonie (1975) für Orchester. Dauer: ~17’. UA 1976 Erlangen (zum 100-jährigen Bestehen des Gemeinnützigen Theater- und Konzertvereins). Aufnahme (Bamberger Symphoniker, Dirigent: Werner Heider; Thorofon)
- Rock-Art (1981) für Sinfonieorchester. Dauer: ~15’. UA 1982 Erlangen (Bayerisches Landesjugendorchester, Dirigent: Werner Andreas Albert)
- Martinus Luther Siebenkopff (Musik gegen ein Spottbild) (1983) für Ensemble (9 Spieler). Dauer: ~7’. UA 1983 in Nürnberg (St. Egidien). Aufnahme (ars nova ensemble, Dirigent: Werner Heider). – (Der Titel bezieht sich auf einen – vermutlich im Auftrag von Johannes Cochläus entstandenen – Holzschnitt eines anonymen Künstlers)
- Der Dreiklang (1983) für Akkordeonorchester (mind. 17 Spieler). Dauer: ~12’. Aufnahme (Nürnberger Akkordeonorchester, Dirigentin: Irene Kauper-Meyer; IMS [Accordeonova])
- Sinfonia (2000) für 10 Blechbläser (1.4.4.1).
- Theatermusik. 2. Sinfonie (2001/02) für großes Orchester (zum 100-jährigen Bestehen des Fürther Stadttheaters). Dauer: ~21’
- Architektur (2004) für großes Orchester. Dauer: ~23’

### Soli und Orchester/ Ensemble
- Capriccio (vor 1948/49?) für Klavier und Orchester
- Typen (1948/52) für Altsaxophon und Orchester. Dauer: ~8’. Aufnahme 1952 (Marcel Perrin [Saxophon], Nürnberger Symphoniker, Dirigent: Werner Heider)
- Moment musical (1953) für Klavier und Streichorchester. Dauer: ~2’30’’
- Konzert (1956) für Trompete, Baritonsaxophon und Orchester. Dauer: ~12’
- Divertimento (1957) für Jazzquartett und kleines Orchester. Dauer: ~8’. Aufnahme 1961 (mit dem Modern Jazz Quartet [The Modern Jazz Quartet & orchestra])
- Ritmica (1958). Kombinationen eines Rhythmus-Themas (von Gunther Schuller) mit Orchester und Jazz-Combo. Dauer: ~25’. UA Hannover (Norddeutscher Rundfunk). Aufnahme (Reinhold Friedrich [Trompete], Enrique Crespo [Posaune], Fritz Mensching [Saxophon], Nürnberger Symphoniker, Dirigent: Werner Heider; Deutscher Komponistenverband [Komponisten in Bayern (39)])
- Konflikte (1963) für Schlagzeugensemble (6 Spieler) und Orchester. Dauer: ~30’. UA 1963 Donaueschingen (Musiktage)
- Konturen (1962–64) für Violine und Orchester. Dauer: ~25’. Aufnahme (Saschko Gawriloff [Violone], Nürnberger Symphoniker, Dirigent: Werner Heider; Colosseum)
- Strophen (1965) für Klarinette und Kammerorchester (17 Spieler). Dauer: ~9’. Aufnahme 1973 (Hans Deinzer [Klarinette], Kammerorchester der Nürnberger Symphoniker, Dirigent: Werner Heider; Colosseum [Musik für Klarinette])
- Bezirk (1969) für Klavier und Orchester (Dieter und Renate Eltner gewidmet). Dauer: ~13’. Aufnahmen (Werner Heider [Klavier]; Münchner Philharmoniker, Dirigent: Helmut Eder; Harmonia Mundi / Deutscher Musikrat [Zeitgenössische Musik in der Bundesrepublik Deutschland, Vol. 6: 1960 – 1970]), (Ernst Gröschel [Klavier], Nürnberger Symphoniker, Dirigent: Werner Heider; Colosseum)
- –einander (1970) für Posaune und Orchester. Dauer: ~13’. Aufnahme (Armin Rosin [Posaune], Nürnberger Symphoniker, Dirigent: Werner Heider; Colosseum Classics [Musik in Nürnberg: von der Zeit Albrecht Dürers bis zur Gegenwart])
- „nachdenken über…“ (1978/79). 5 Legenden für Trompete und Orchester (in memoriam Sebastian Kelber). Dauer: ~23’. UA 1979 Nürnberg (Chandier Götting [Trompete]; Symphonieorchester des Bayerischen Rundfunks, Dirigent: Gary Bertini). Aufnahme (Gustl Scheurer [Trompete], Nürnberger Symphoniker, Dirigent: Werner Heider; Deutscher Komponistenverband [Komponisten in Bayern (39)])
- Musik-Geschichte (1982) für Klavier und Orchester. Dauer: ~23’. Aufnahme (Werner Heider [Klavier], Symphonieorchester des Bayerischen Rundfunks, Dirigent: Tang Muhai; Thorofon [mein Klavier und ich (2)])
- Schöne Aussichten (1991; nach Gedichten aus dem Band Zukunftsmusik [1991] von Hans Magnus Enzensberger) für Horn und Streichorchester. Dauer: ~15’
- Am Horizont (2002). Musik für Orgel und Orchester (Familie Reinhard Daeschler gewidmet). Dauer: ~26’

### Musik für Tasteninstrumente
Klavier
- Modi (1959). Dauer: ~9’. Aufnahme (Werner Heider; Thorofon [mein Klavier und ich (1)])
- Landschaftspartitur (1968/69; Antwort auf den Graphik-Zyklus Landschafts-Partituren von Egon Eppich). Dauer: ~7’. Aufnahme (Werner Heider; Deutsche Grammophon [Deutsche Musik der Gegenwart, Serie 2]; Thorofon [mein Klavier und ich (1)])
- Edition (1969). Klavierfassung. Aufnahme (Werner Heider; Thorofon [mein Klavier und ich (1)])
- Extras (1972/76/77). 15 Stücke (Tilo und Peter gewidmet). Dauer: ~45’. Aufnahme (Werner Heider; Thorofon [mein Klavier und ich (2)])
- Adamah (1985; nach dem gleichnamigen Gouachen-Zyklus [1982–84] von Werner Knaupp; Marianne Redlefsen-Gutermann gewidmet). Dauer: ~18’. Aufnahme (Werner Heider; Thorofon [mein Klavier und ich (1)])
- Telephone (1986). Gespräche (nach dem gleichnamigen Bild von Richard Lindner). Dauer: ~8’. UA Nürnberg (Kunsthalle). Aufnahme (Werner Heider; Thorofon [mein Klavier und ich (1)])
- Klavier-Spielplatz (1994). 12 Stücke für die Jugend. Dauer: ~24’
- Hans Sachs-Spiele (1996). Dauer: ~15’. UA 1996 Erlangen (zum 150-jährigen Bestehen des Bezirkskrankenhauses)
- Berge zugespitzt (1997). Dauer: ~10’. UA 1997 auf der Zugspitze (Werner Heider; zur Ausstellung mit Berg-Bildern von Werner Knaupp)
- Locomobile (1977).  Für Klavier zu vier Händen, Dauer: ~5’. Aufnahme (Vivienne und Dirk Keilhack; Colosseum [Musik für 20 Finger])
- Mit 20 Fingern (1999). 8 Stücke für die Jugend. Für Klavier zu vier Händen. Dauer: ~19’. Aufnahme 2001 (Angelika Schemm, Erich Appel; BLR [Das vierhändige Klavier])
- El Mundo del Tango (1989). Für zwei Klaviere. Dauer: ~10’

Cembalo / Hammerklavier
- Inventio III (1964) für Cembalo (Mariolina de Robertis gewidmet). Dauer: ~5’. Aufnahme (Elza van der Ven; Colosseum)
- L’Orologio curioso (1985). Kabinettstück für Hammerklavier (oder Cembalo) (Ernst Gröschel gewidmet). Dauer: ~5’30’’

Orgel
- Drei Fantasien über Spirituals (1955). Dauer: ~12’
- Inneres (1967/68; Werner Jacob gewidmet). Dauer: ~8’. Aufnahme (Werner Jacob; Psal [Moderne Orgelmusik])
- Sechs Exerzitien (1987). Dauer: ~23’. UA 1987 Erlangen (Universität; zur Einweihung der neuen Orgel des Kirchenmusikinstituts; Walter Opp)
- Speranza (1988; Olga Dobkowitz gewidmet). Dauer: ~10’. UA 1988 Nürnberg (Frauenkirche; zur Einweihung der neuen Orgel)
- In der Stille der Zeit (1994; zum 70. Geburtstag von Klaus Hashagen). Dauer: ~16’. Aufnahme (Jörg Fuhr; Arpeggio Brioso [Fränkische Orgelfantasie])
- Unikat (1995). Ton-Sprache (für spielenden und gleichzeitig sprechenden Musiker). Dauer: ~1’50’’
- Toccata und Blues (2003). Dauer: ~10’. UA 2005 Nürnberg (Lorenzkirche, zur Einweihung der neuen Laurentiusorgel; Matthias Ank). Aufnahme (Matthias Ank; Diamo [Die drei großen Orgeln der St. Lorenzkirche Nürnberg])

### Kammermusik
Soli
- Inventio I (1962) für Violine. Dauer: ~12’30’’. Aufnahme (Saschko Gawriloff; Colosseum)
- Inventio II (1962) für Klarinette. Dauer: ~8’30’’. Aufnahme 1973 (Hans Deinzer; RCA Red Seal [Musik in Deutschland 1950–2000]; Colosseum [Musik für Klarinette])
- Katalog [I] (1965) für einen Blockflötenspieler (Sopranino-/Alt-/Bassblockflöte). Dauer: ~7’. Aufnahmen 19?? (Sebastian Kelber; Colosseum) 1994 (Dorit Peschel; Erlanger Musikinstitut [Ex novo])
- Katalog [II] (1965) für einen Vibraphonspieler. Dauer: ~7’. Aufnahme (Siegfried Fink; Colosseum)
- D. E. Memorial (1975; in memoriam Duke Ellington) für Posaune (Armin Rosin gewidmet). Dauer: ~11’. UA 1975 USA (International Trombone Association)
- Laudate Lignum & Pendant (1980). 2 Stücke für Marimbaphon. Dauer: ~8’+4’. UA Erlangen
- 12 Signale (1985) für Trompete (oder Horn) (zum 60. Geburtstag von Oskar Koller). Dauer: ~6’
- Examen (1992) für Gitarre (mit Skordatur: Es–A–D–G–B–E) (Reinbert Evers gewidmet). Dauer: ~9’. Aufnahme (Reinbert Evers; Ambitus [Chimère])
- Traktat (1994) für Kontrabass (Lizzy Aumeier gewidmet). Dauer: ~7’
- Bei Gelegenheit (1975–2003). 5 Stücke für Flöte
- Fünf Stücke (2004/05) auf dem Akkordeon (für Lara). UA 2005 Erlangen (Schlossgarten; Stefan Hippe)
- Orangerie-Blues (2005) für Akkordeon. UA 2005 Erlangen (Schlossgarten; Stefan Hippe)
- Zehn Aphorismen (2007) für Flöte (zu den Lamentationes von Orlando di Lasso).
- Vier Cellostücke (1995/2008). Dauer: ~12’

Duos
- Typen (1948) für Altsaxophon und Klavier. Dauer: ~8’. UA 1948(?) Nürnberg (Studio Franken)
- Sonate für Geige und Klavier (~1949/52?). Dauer: ~18-19’
- Sonata in Jazz (1954) für Altsaxophon und Klavier. Dauer: ~11’. Aufnahmen 1994 (Dale Wolford & Ivan Rosenblum; Gliddon [More than Sax]), ? (Hans de Jong & Paul Hermsen; Cassa Nova [Vintage of European Saxophon Music (4)]), ? (Leo van Oostrom & Wolfgang Watzinger; Edition Sax [Classic Sax]), ? (William Street & Roger Admiral; Arktos [My very first solo])
- Dialog I (1960) für Klarinette und Klavier (Hans Deinzer gewidmet). Dauer: ~8’. Aufnahme 1973 (Hans Deinzer [Klarinette], Werner Heider [Klavier]; Colosseum [Musik für Klarinette])
- Kunst-Stoff (1971) für Klarinette (mit Live-Elektronik), präpariertes Klavier und Tonband (in memoriam Colt [Werner Hörl]). Dauer: ~14’. UA München Bayerische Akademie der Schönen Künste (Hans Deinzer [Klarinette], Werner Heider [Klavier]). Aufnahme 1973 (Colosseum [Musik für Klarinette])
- Gassenhauer (1984) für Sopranblockflöte (oder Piccoloflöte) und Kleine Trommel. Dauer: ~5-6’. Aufnahme 1991 (Ensemble Archae.o.pteryx: Ulrich Ludat [Blockflöte], Armin Sommer [Trommel]; SR)
- Seligkeiten. Fünf Inventionen (1987/99) für Flöte und Gitarre. Dauer: ~10’. Aufnahme (Elisabeth Riessbeck [Flöte], Klaus Jäckle [Gitarre]; NCA [Nuances: neue Musik für Flöte und Gitarre])

Trios
- Musik im Diskant (1970) für Sopranblockflöte, Cembalo und Schlagzeug (oder: Piccoloflöte, Klavier und Schlagzeug). Dauer: ~6’. UA (mit Gerhard Braun [Blockflöte]). Aufnahme (Sebastian Kelber [Blockflöte], Elza van der Ven [Cembalo], Gyula Rácz [Schlagzeug]; Colosseum [Ein Meister der Blockflöte]; Sony BMG [Musik in Deutschland 1950-2000])
- La Leggenda di Sant’Orsola. Musica per Vittore Carpaccio (1981) für 3 Tenorblockflöten. Dauer: ~8’. UA (Blockflötenensemble Gerhard Braun).  Aufnahmen 1983 (Blockflötenensemble Gerhard Braun; Thorofon [flautando: neue Musik für Blockflöte]), 1996 (Ensemble Flûte Harmonique: Silke Jacobsen, Simone Nill, Stefan Möhle; Ambitus [La symétrie])
- Le Saint Esprit (Das Hugenottenkreuz) (1986). Fantasie für einen Pianisten und 2 Schlagzeuger (54 Instrumente). Dauer: ~15’. Aufnahme (Werner, Tilo und Peter Heider)
- Beweggründe (1990/91) für Oboe, Klarinette und Fagott. Dauer: ~15’. UA 1992 Saarbrücken (Holzbläsertrio des Rundfunk-Sinfonieorchesters)
- Directions (1992) für Trompete, Posaune und Klavier. Dauer: ~10’. UA 1992 Braunschweig (Tage Neuer Kammermusik; Trio Armin Rosin: Claude Rippas [Trompete], Armin Rosin [Posaune], Susy Lüthy [Klavier])
- Drei Rufe (1993) für 3 Posaunen (Helmut Lederer gewidmet). Dauer: ~8-9’. UA (Nr.1&2) 1993 Nürnberg (Germanisches Nationalmuseum)

Quartette
- WIR (1978). Kommunikationen für Streichquartett. Dauer: ~16’. Aufnahme (Kreuzberger Streichquartett; Deutscher Komponistenverband [Komponisten in Bayern (39)])
- Galerie (1983) für Schlagzeugquartett (Erna und Hermann Sulzbeck gewidmet). Dauer: ~13’. UA 1983 Tennenlohe. Aufnahmen 1989 (Cabaza Percussion Quartet; cpo [Cabaza Percussion Quartet (1)]), 1984 (Hochschul-Percussion Trossingen, Dirigent: Hermann Gschwendtner; WERGO [Percussion today])
- September-Wege 1–30 (ein musikalisches Tagebuch) (1988–90) für 4 Soloinstrumente. UA 1990 Erlangen (Festival des Hörens)
- Gong-Game (1990) für 12 Gongs (4 Spieler). Dauer: ~9-10’. Aufnahme (Cabaza Percussion Quartet; cpo [Cabaza Percussion Quartet (2)])
- Essay in Jazz (1958/98) für Saxophon-Quartett. Dauer: ~4’. Aufnahme (Berliner Saxophon Ensemble; Courage Records [Cross Art])
- Hundert Wirbel zum Ende des Jahrtausends (1998) für 4 Trommler (21 Fellschlaginstrumente). Dauer: ~9’. Aufnahme (Cabaza Percussion Quartet; cpo [In the Eye of the Storm])
- Cabaza (1998) für 4 Cabasas und Xylophon (4 Spieler). Dauer: ~3’
- Gymnastik (2000) für Saxophonquartett (S.A.T.Bar). Dauer: ~12’. UA Nürnberg (Studio Franken)

Quintette
- Edition (1973). Fassung für 5 Klarinetten. Aufnahme 1973 (Klaus Kirschfink [Es-Klarinette], Suzanne Stephens [B-Klarinette], Hans Deinzer [A-Klarinette], Wolfgang Meyer [Bassetthorn], Peter Luehr [Bassklarinette]; Colosseum [Musik für Klarinette])
- Intarsien (1984/85) für Bläserquintett. Dauer: ~15’. Aufnahme 1990 (Roseau-Quintett; TGF [Roseau-Quintett])
- Unendlicher Gesang (2001) für 5 Bläser (Flöte, Oboe, Klarinette, Sopransaxophon, Trompete) (Walther und Annelie Fischer gewidmet). Dauer: ~33’. UA 2002 Erlangen (zum 1000-jährigen Stadtjubiläum)

Sextett
- Varianten einer Variante von Mozart (2005) für Akkordeon-Sextett. Auftragskomposition des Deutschen Harmonikaverbands, Gewidmet dem Nürnberger Akkordeon-Ensemble und seinem Leiter Marco Röttig, (UA 2006)

Septette
- Essay in Jazz (1958) für 4 Bläser, Gitarre, Bass und Drums
- Passatempo („Zeitvertreib“; 1967) per 7 solisti (Klarinette, Fagott, Trompete, Posaune, Schlagzeug, Violine, Kontrabass – wie in der Geschichte vom Soldaten von Strawinsky und Ramuz). Dauer: ~13’
- Panorama (1993) für einen Jazz-Klarinettisten und 6 Kammermusiker. Dauer: ~14’. UA (Norbert Nagel [Klarinette], ars nova ensemble)
- Technophonie (1998) für 7 Instrumentalisten (Flöte, Klarinette, Violine, Viola, Violoncello, Klavier, Schlagzeug) (in memoriam Klaus Hashagen). Dauer: ~12’. UA Nürnberg

Oktette
- The unexpected (Das Unerwartete). Reflection on the 11.9.2001 (2001) für Bassklarinette und Ensemble (7 Spieler). Dauer: 5’15’’
- Broken Songs (2006) für einen Jazz-Gitarristen und 7 Kammermusiker. Dauer: ~13’

Nonette
- Klang-Raum-Klang (1999). Musikalisches Rundspiel für 9 im Raum verteilte Instrumentalisten (SSax, Streicher). Dauer: ~12’. Aufnahme (Jörg Krämer [Flöte], Paulo Arantes [Oboe], Eberhard Knobloch [Klarinette],  Günter Voit [Sopransaxophon], Eckhard Kierski [Trompete], Ulf Klausenitzer, Hans-Peter Hofmann [Violinen], Hans Kohlhase, Gernot Adrion [Violen], Dirigent: Werner Heider; amb / Neues Museum Nürnberg [Klang-Raum-Klang])
- Report (2006) für 2 Jazz-Solisten (Saxophon, Gitarre) und 7 Kammermusiker. Dauer: ~11’

## Film
- 1975: Werner Heider. Eine Produktion des Saarländischen Rundfunks/Fernsehen (15 Minuten). Buch und Regie: Klaus Peter Dencker